# Batalla de Sunomatagawa
La Batalla de Sunomatagawa (墨俣川の戦い 'Sunomatagawa no Tatakai'?) fue una batalla de las Guerras Genpei a finales de la era Heian de la Historia de Japón, en 1180, en lo que es ahora la ciudad de Sunomata, Prefectura de Gifu. 
La batalla empezó cuando Minamoto no Yukiie intentó un ataque sorpresa contra sus enemigos por la noche. Encontró a Taira no Tomomori y a su ejército justo enfrente de él, por el Río Sunomata, junto a los bordes de Owari y Mino. Los guerreros del Minamoto cruzaron el río, pero su emboscada fracasó cuando el clan Taira pudo distinguir entre sus aliados secos y los enemigos empapados, incluso en la oscuridad de la noche.Yukiie y otros Minamotos supervivientes fueron obligados a retirarse por el río
Después de cruzar el río los Minamoto fueron al Río Yahagi en la Provincia de Mikawa, pero los Taira les persiguieron